# Liste der Baudenkmale in Kaiapoi
Die Liste der Baudenkmale in Kaiapoi umfasst alle vom New Zealand Historic Places Trust (NZHPT) als „Historic Place“ oder „Historic Area“ eingestuften Baudenkmale und Flächendenkmale der neuseeländischen Ortschaft Kaiapoi. Die Angaben stammen aus dem Register des NZHPT. Die Bezeichnungen der Baudenkmale orientieren sich an diesem Register. In die Liste werden auch bekannte Wahi Tapu (Area), kulturell und religiös bedeutsame Stätten und Gebiete der Māori, aufgenommen. Sie werden jedoch meist nicht publiziert.

| Bild | Bezeichnung                         | Ort     | Anschrift                                                       | Beschreibung | Bauzeit    | Eintrag            | Nummer | Kat. |
| --- | ----------------------------------- | ------- | --------------------------------------------------------------- | --- | ---------- | ------------------ | ------ | ---- |
| Bank of New Zealand | Bank of New Zealand                 | Kaiapoi | 188 Williams Street Karte                                       | Bankgebäude | 1883       | 27. Juni 1985      | 3677   | 1    |
| Cottage | Cottage                             | Kaiapoi | 259 Williams Street Karte                                       | Arbeiterwohnhaus | 1871 (ca.) | 5. September 1985  | 3678   | 1    |
| Haskell House | Haskell House                       | Kaiapoi | Ecke 250 Williams Street und Beach Road Karte                   | Wohnhaus; beim Erdbeben beschädigt und im Juni 2013 abgerissen. | 1865–1866  | 17. Dezember 1993  | 7095   | 1    |
| Norman Kirk's House | Norman Kirk's House                 | Kaiapoi | 12 Carew Street Karte                                           | Wohnhaus des Premierministers Norman Kirk (1923–1974) | 1949–1950  | 28. Mai 1999       | 7445   | 1    |
| St Bartholomew's Church (Kaiapoi) | St Bartholomew's Church (Kaiapoi)   | Kaiapoi | 23B Cass Street Karte                                           | anglikanische Kirche | 1855       | 27. Juni 1985      | 0285   | 1    |
| Inglewood Homestead | Inglewood Homestead                 | Kaiapoi | 100 Threlkelds Road, Ohoka Karte (ungenau)                      | Wohnhaus einer Farm | 1867       | 23. Juni 1983      | 1770   | 2    |
| Inglewood Stables | Inglewood Stables                   | Kaiapoi | 100 Threlkelds Road, Ohoka Karte (ungenau)                      | Stall | 1901       | 23. September 1983 | 1771   | 2    |
| weitere Bilder | Mandeville Bridge                   | Kaiapoi | Black Street; Davie Street, Kaiapoi River Karte                 | Brücke | 1893       | 23. Juni 1993      | 1812   | 2    |
| The Cream House | The Cream House                     | Kaiapoi | 183 Main North Road Karte                                       | Wohnhaus | 1868       | 6. September 1984  | 3741   | 2    |
| [[Vorlage:Bilderwunsch/code!/C:-43.3808,172.6568!/D:Band Rotunda [Relocated], Trousellot Park, Charles Street [ursprünglich Raven Quay]!/\|BW]] | Band Rotunda [Relocated]            | Kaiapoi | Trousellot Park, Charles Street [ursprünglich Raven Quay] Karte | Musikpavillon | 1907       | 6. September 1984  | 3748   | 2    |
| Cottage | Cottage                             | Kaiapoi | 5 Meadow Street Karte                                           | Wohnhaus | n.a.       | 6. September 1984  | 3751   | 2    |
| Cottage | Cottage                             | Kaiapoi | 65 Sneyd Street Karte                                           | Wohnhaus | 1870       | 6. September 1984  | 3752   | 2    |
| Cottage | Cottage                             | Kaiapoi | 73 Sneyd Street Karte                                           | Wohnhaus | 1904       | 6. September 1984  | 3753   | 2    |
| Kaiapoi Woollen Mill (Former) | Kaiapoi Woollen Mill (Former)       | Kaiapoi | 35 Ranfurly Street und Walker Street Karte                      | Fabrik | n.a.       | 6. September 1984  | 3754   | 2    |
| Methodist Parsonage (Former) | Methodist Parsonage (Former)        | Kaiapoi | 53 Fuller Street Karte                                          | Pfarrhaus, methodistisches; 2015 nicht in der Datenbank bei NZHPT, Haus steht nicht mehr, wurde wahrscheinlich beim Erdbeben beschädigt und anschließend abgerissen. | 1914       | 6. September 1984  | 3755   | 2    |
| House | House                               | Kaiapoi | 232-234 Williams Street Karte                                   | Wohnhaus; Gebäude wurde beim Erdbeben beschädigt und ist zurzeit unbewohnt. Die weitere Verwendung ist unbekannt.                                                    | n.a.       | 6. September 1984  | 3758   | 2    |
| Methodist Church | Methodist Church                    | Kaiapoi | 53 Fuller Street Karte                                          | Kirche, methodistische | 1934       | 6. September 1984  | 3760   | 2    |
| weitere Bilder | Kaiapoi Railway Station [Relocated] | Kaiapoi | 65 Charles Street, früher 73 Hilton Street Karte                | Bahnhofsgebäude | 1904       | 6. September 1984  | 3761   | 2    |
| weitere Bilder | War Memorial                        | Kaiapoi | Raven Quay Karte                                                | Denkmal für den Ersten Weltkrieg | 1922       | 6. September 2004  | 3763   | 2    |
| House | House                               | Kaiapoi | 14 Beswick Street Karte                                         | Wohnhaus, wurde nach Angaben des NZHPT beschädigt (höchstwahrscheinlich beim Erdbeben) und abgerissen.                                                               | 1910       | 6. September 1984  | 3819   | 2    |
| House | House                               | Kaiapoi | 7 Meadow Street Karte                                           | Wohnhaus | n.a.       | 6. September 1984  | 3820   | 2    |
| BW | Old St Paul’s Manse                 | Kaiapoi | 56 Sewell Street Karte                                          | Pfarrhaus, hat gemäß Mitteilung des NZHPT einen neuen Standort in Loburn erhalten.                                                                                   | 1865       | 22. Februar 1992   | 5431   | 2    |
| Ohoka Station Stables and Dovecot | Ohoka Station Stables and Dovecot   | Kaiapoi | 21 Jacksons Road, Ohoka Karte (ungenau)                         | Stallungen und Taubenschlag | 1872       | 28. Oktober 1993   | 3347   | 2    |